# Flughafen Dnipro

i8
i11
i13
Der Internationale Flughafen Dnipro (ukrainisch Міжнародний аеропорт «Дніпро», IATA-Code: DNK, ICAO-Code: UKDD) ist ein Flughafen 15 km südöstlich des Stadtzentrums der ukrainischen Stadt Dnipro und unmittelbar bei der Siedlung städtischen Typs Awiatorske auf dem Gebiet der Landratsgemeinde Nowooleksandriwka.
Am 24. Februar 2022 begann der russische Überfall auf die Ukraine. Mitte März zerstörten russische Streitkräfte die Start- und Landebahn des Flughafens mit Bombardements.
Am 10. April 2022 griffen sie den Flughafen erneut an; der Gouverneur von Dnipro teilte mit, er sei nun vollständig zerstört.

## Fluggesellschaften und Ziele

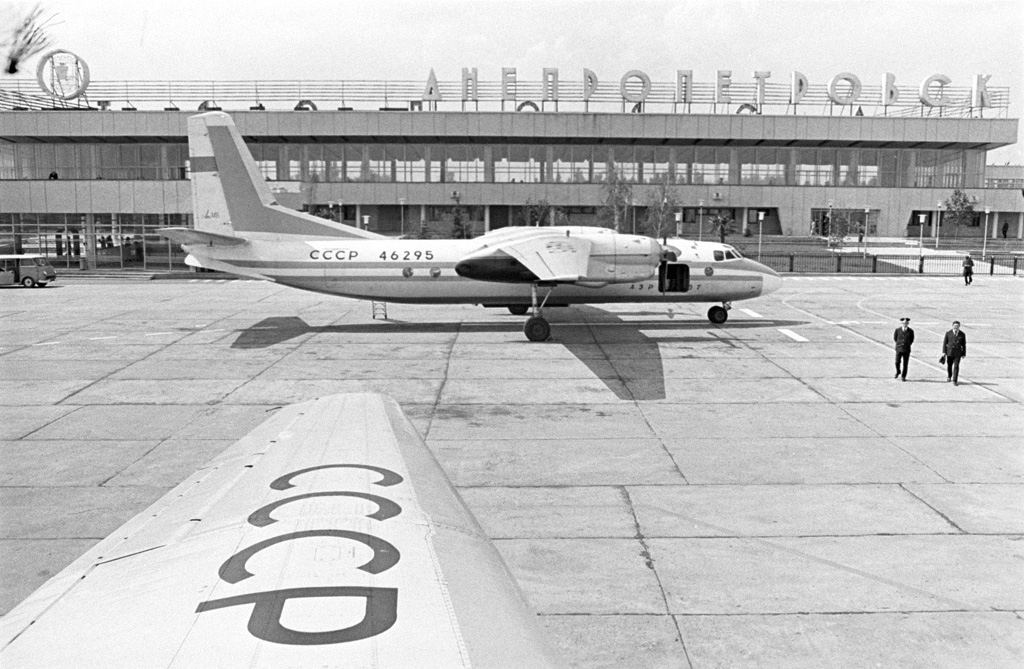
Flughafengebäude im Jahr 1974

Im Jahr 2010 flogen die Austrian Airlines sowie die Dniproavia im deutschen Sprachraum täglich den Flughafen Wien-Schwechat an.
Dniproavia flog 3-mal wöchentlich zum Berliner Flughafen Tegel.

## Verkehrszahlen
| Jahr | Passagiere | Veränderung zum Vorjahr |
| ---- | ---------- | ----------------------- |
| 1960 | 0106,000   |                         |
| 1970 | 0475,000   | +348,1 %                |
| 1980 | 0530,000   | +11,6 %                 |
| 1990 | 0660,000   | +24,5 %                 |
| 1991 | 0474,000   | −28,2 %                 |
| 1993 | 053,000    | −88,1 %                 |
| 2007 | 0341,430   | +544,2 %                |
| 2008 | 0426,532   | +24,9 %                 |
| 2009 | 0444,150   | +4,1 %                  |
| 2010 | 0341,430   | −30 %                   |
| 2011 | 0426,532   | +20 %                   |
| 2012 | 0444,150   | +4 %                    |
| 2013 | 0454,981   | +3,4 %                  |
| 2014 | 0446,798   | −1,8 %                  |
| 2015 | 0346,014   | −29 %                   |